# José Urriola
José Urriola (Caracas, 1971) es un escritor venezolano, especializado en ciencia ficción y radicado actualmente en la Ciudad de México.

## Biografía
Urriola nació en Caracas, hijo del escritor venezolano José Santos Urriola. Estudió Comunicación Social en la Universidad Católica Andrés Bello, luego realizó estudios de postgrado en literatura y cine.
Ha publicado en el Papel Literario, y colabora con los portales Cinco8 y Prodavinci.

## Trayectoria literaria

### Inicios
Urriola publica su primera novela en 2012, Experimento a un perfecto extraño.
Ese mismo año es incluido en las antologías: ¿Sueñan los Androides con Alpacas Eléctricas? Antología de ciencia ficción contemporánea latinoamericana, publicada en Colombia y 12 grados de latitud norte: Antología de Ciencia Ficción venezolana, editada por la Asociación Venezolana de Ciencia Ficción y Fantasía.

### Santiago se vayFisuras

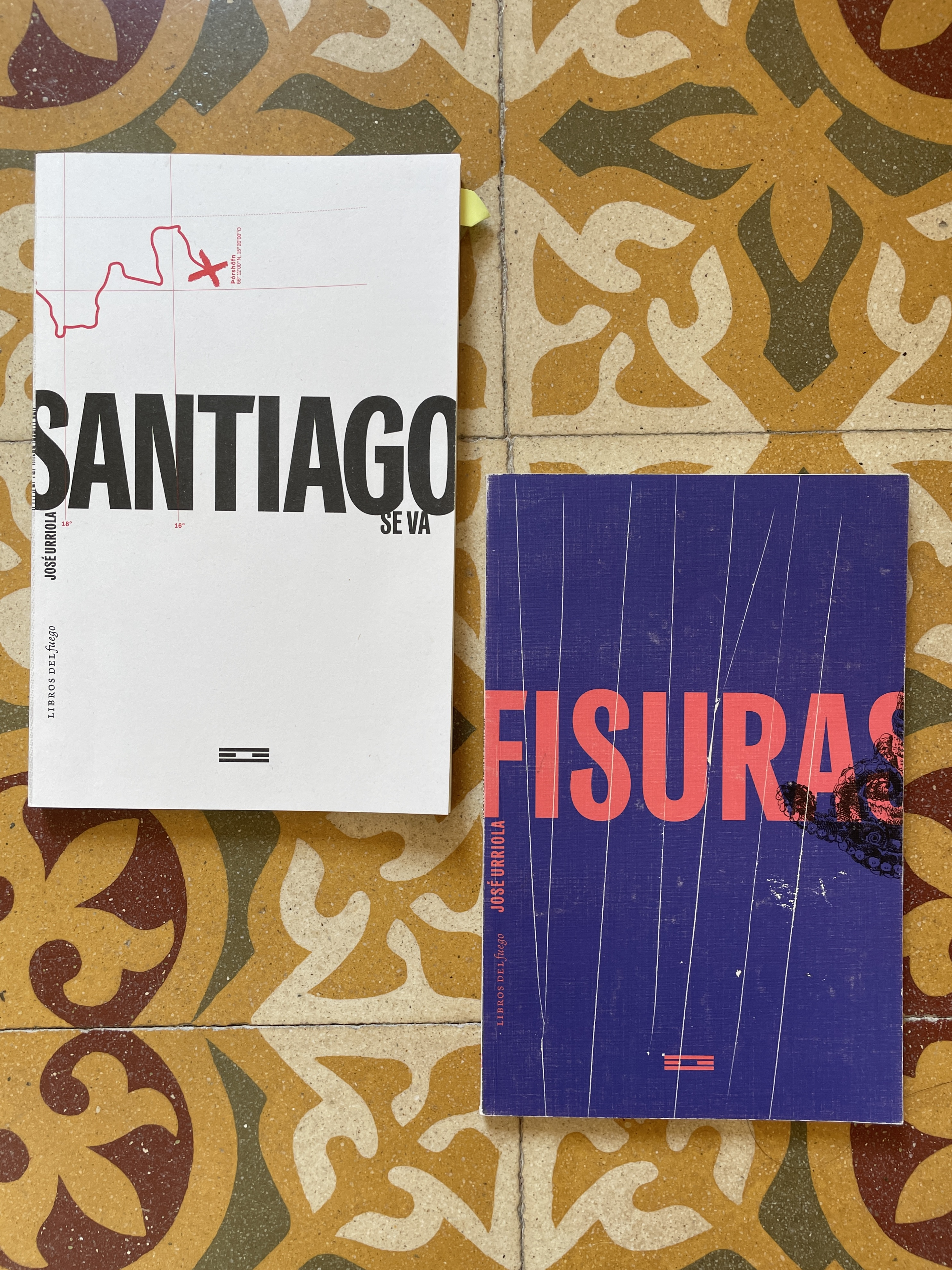
Las novelas Santiago se va y Fisuras.

En 2015, publica Santiago se va, que pronto se convierte en un libro de culto dentro de la ciencia ficción venezolana. Se trata de una especie de falso documental, en el que Santiago Iribarren, inventor de máquinas imposibles, desaparece y deja a cargo a su mejor amigo para que lleve a cabo una serie de entrevistas. Para Fedosy Santaella, se trata de "un libro lleno de máquinas, un experimento, y la realidad como un lugar sin certezas absoluta donde sólo la seducción de la literatura nos salva. Ciencia y literatura. La ciencia como una duda, la literatura como una verdad narrada." Santaella lo compara con autres venezolanos que también han trabajado la literatura de género como es el caso de Ednodio Quintero, Julio Garmendia, o Luis Britto García. Para Oriette D'Angelo, se trata de una novela sobre "la construcción de la memoria a partir de la ausencia. (...) Su personaje se dibuja a través de testimonios y recuerdos. Tenemos a un hombre atormentado que fue capaz de mostrarse a través de sus máquinas imposibles y relaciones amorosas. Marcianito, bicho raro, obsesivo, bipolar, diamante en bruto y despistado son algunas de las características de este personaje que, en palabras de Fedosy Santaella, nos sitúa ante alguien trágico y al mismo tiempo hermoso."
Dentro del universo de Santiago se va, publica en 2020 Fisuras, ahora desde la perspectiva de Pablo Iribarren, su hermano.

### Otros trabajos
En 2021 publica los libros de relato Mientras tanto, aquí dentro (compuesto de relatos autobiográficos) y Fragmentario.
También a incursionado en la literatura infantil con los libros Cuentos a patadas y Chupetes de luna.
En 2022 y 2023 edita junto con Claudia Mauro las antologías de ciencia ficción latinoamericanas Inventus y Fractal.

## Estilo
Su literatura está influenciada por escritores como Augusto Monterroso, Ray Bradbury, Jorge Luis Borges, Adolfo Bioy Casares, Julio Cortázar, Ricardo Piglia, Paul Auster, Raymond Carver, Michel Houellebecq, John Fante, Coetzee, Cormac McCarthy o Italo Calvino, así como por maestros del cómic como Milo Manara, Enki Bilal, Moebius, François Schuiten, Hector Germán Oesterheld, y cineastas como David Cronenberg o Federico Fellini. Otros lo han comparado con autores como Ednodio Quintero, Julio Garmendia, o Luis Britto García.

## Obra

### Novela
- 2012: Experimento a un perfecto extraño
- 2015: Santiago se va
- 2020: Fisuras
- 2023: Fantasmáquina

### Cuento
- 2021: Mientras tanto, aquí dentro
- 2021: Fragmentario
- 2024: Extraña la tierra
- 2024: Un lugar idéntico a este

### Literatura infantil
- 2014: Cuentos a patadas
- 2016: Chupetes de luna